# Chemin de fer Bex-Villars-Bretaye
 (30 janvier 2022).
Pour les articles homonymes, voir BVB.
Le Chemin de fer Bex-Villars-Bretaye (BVB), créé par la compagnie homonyme, est une ligne de chemin de fer, à voie unique et écartement métrique, longue de 17 km, reliant la gare de Bex à la gare de Col-de-Bretaye.
C'est la compagnie homonyme qui la met en service par tronçons de 1898 à 1913, puis l'exploite jusqu'en 1999 et son absorption par les Transports Publics du Chablais (TPC) qui comprend également les lignes : Aigle-Leysin (AL) ; Aigle-Sépey-Diablerets (ASD) ; et Aigle-Ollon-Monthey-Champéry (AOMC). Pour son exploitation, la ligne BVB est scindée en deux lignes : Bex-Villars, et Villars-Bretaye.

## Histoire
- 1898-1901 : mise en service du Bex - Gryon - Villars - Chesières (BGVC)
- 1913 : mise en service du Villars - Bretaye (VB)
- 1942 : fusion des 2 compagnies (BVB)
- 1961 : fermeture du parcours Chesières - Villars (30 septembre, déferré dès le 30 novembre 1963)
- 1990 : mise en service de la double voie entre Villars BVB et Roche-Grise
- 2001 : mise en service des 3 automotrices Beh 4/8[2] et du nouveau tracé (nécessaire pour ce matériel) en tranchée couverte entre Grand-Moulin et Foyer des Dents-du-Midi[3]

## Caractéristiques
- Longueur : 17,09 km dont 9.65 à crémaillère de type Abt sur 2 tronçons :
  - Le Bévieux–Gryon (5,00 km)
  - Villars BVB–Col de Bretaye (4,65 km)
- Voie métrique
- Pente maximale : 195 ‰ en crémaillère ; 57 ‰ en adhérence
- Passagers : 946 000 en 2004
- Matériel : 8 rames → BDeh 4/4 81 à 83, HGe 4/4 31 (n'effectue plus de services réguliers) et 32, Beh 4/8 91 à 93 + 3 automotrices → BDeh 2/4 25 + Be 2/3 15 (affectée aux manœuvres des wagons marchandises à Villars) et 16 (n'assure plus de services réguliers).
- Taux de couverture : 34 % par les billets
- Subvention : 6,1 millions de francs suisses en 2005.

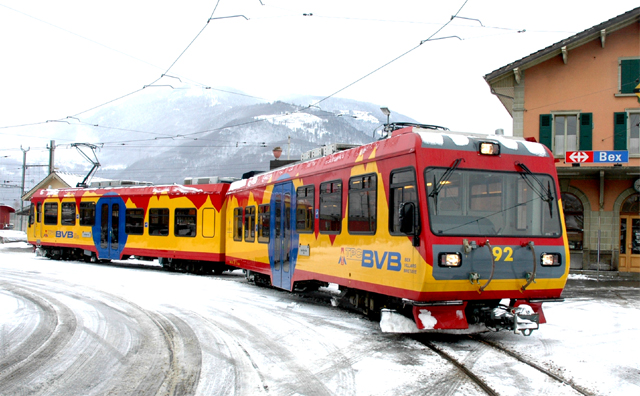
En gare de Bex.
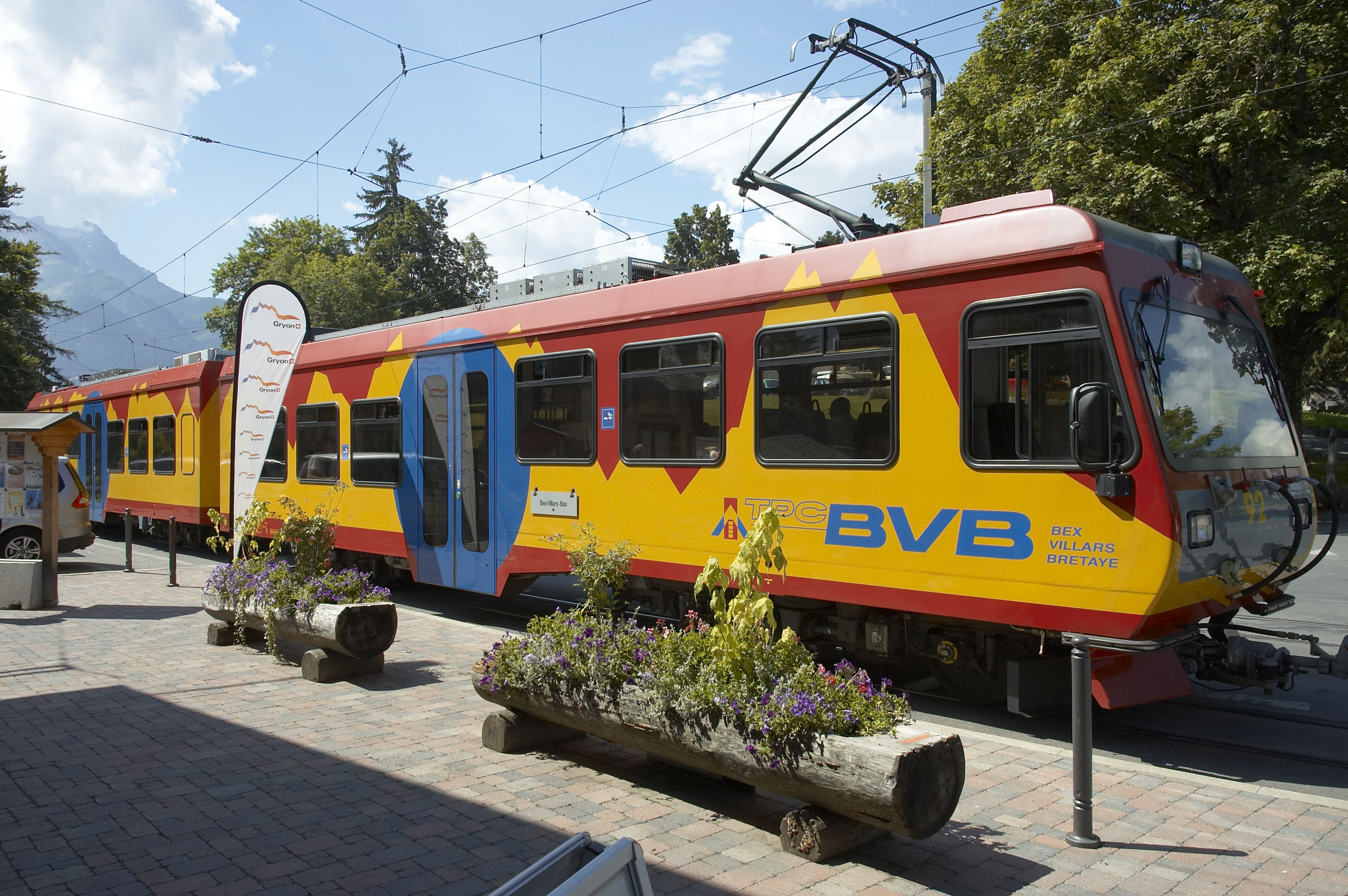
À la gare de La Barboleuse.
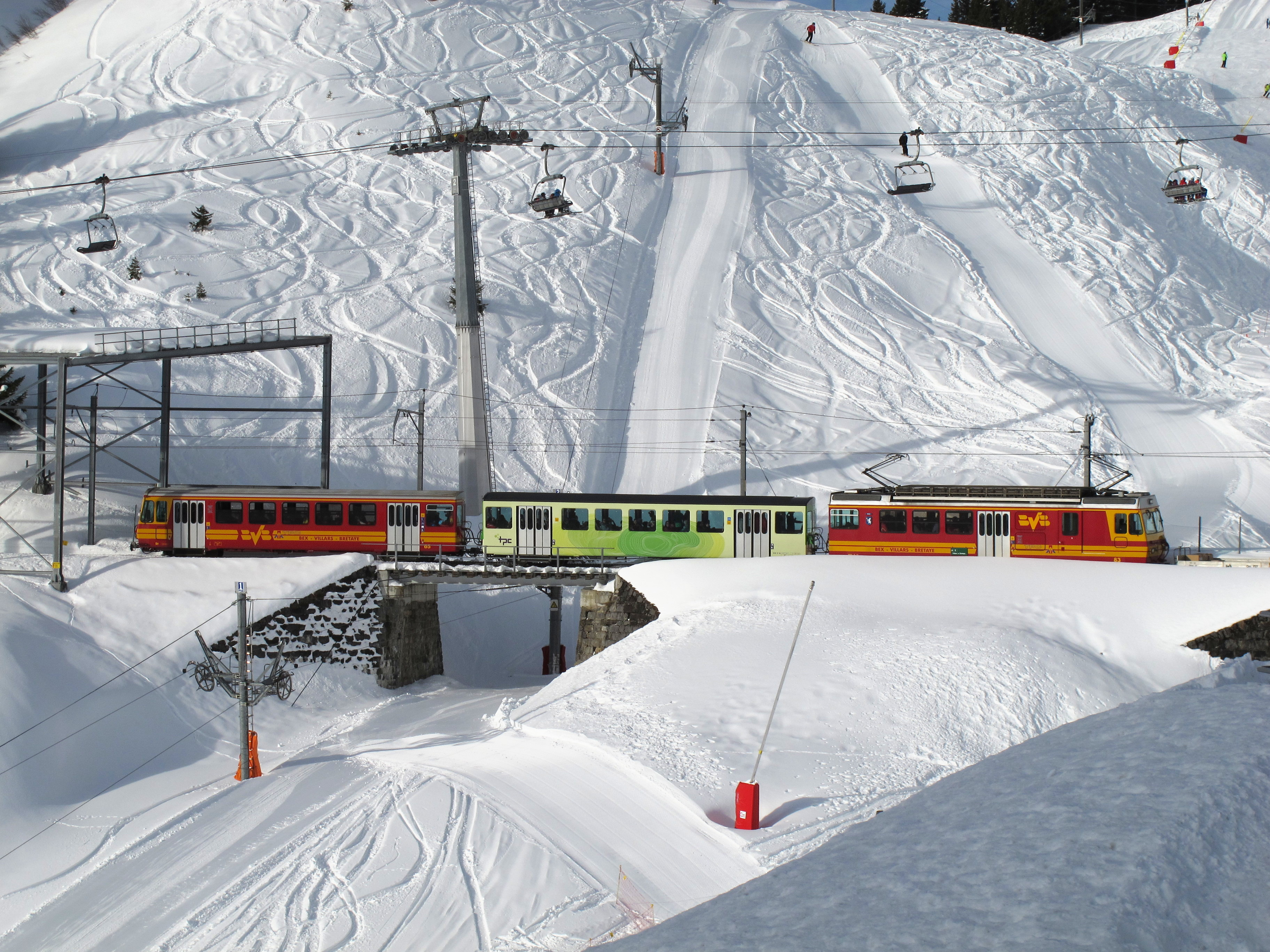
Près de Bretaye. Février 2016.
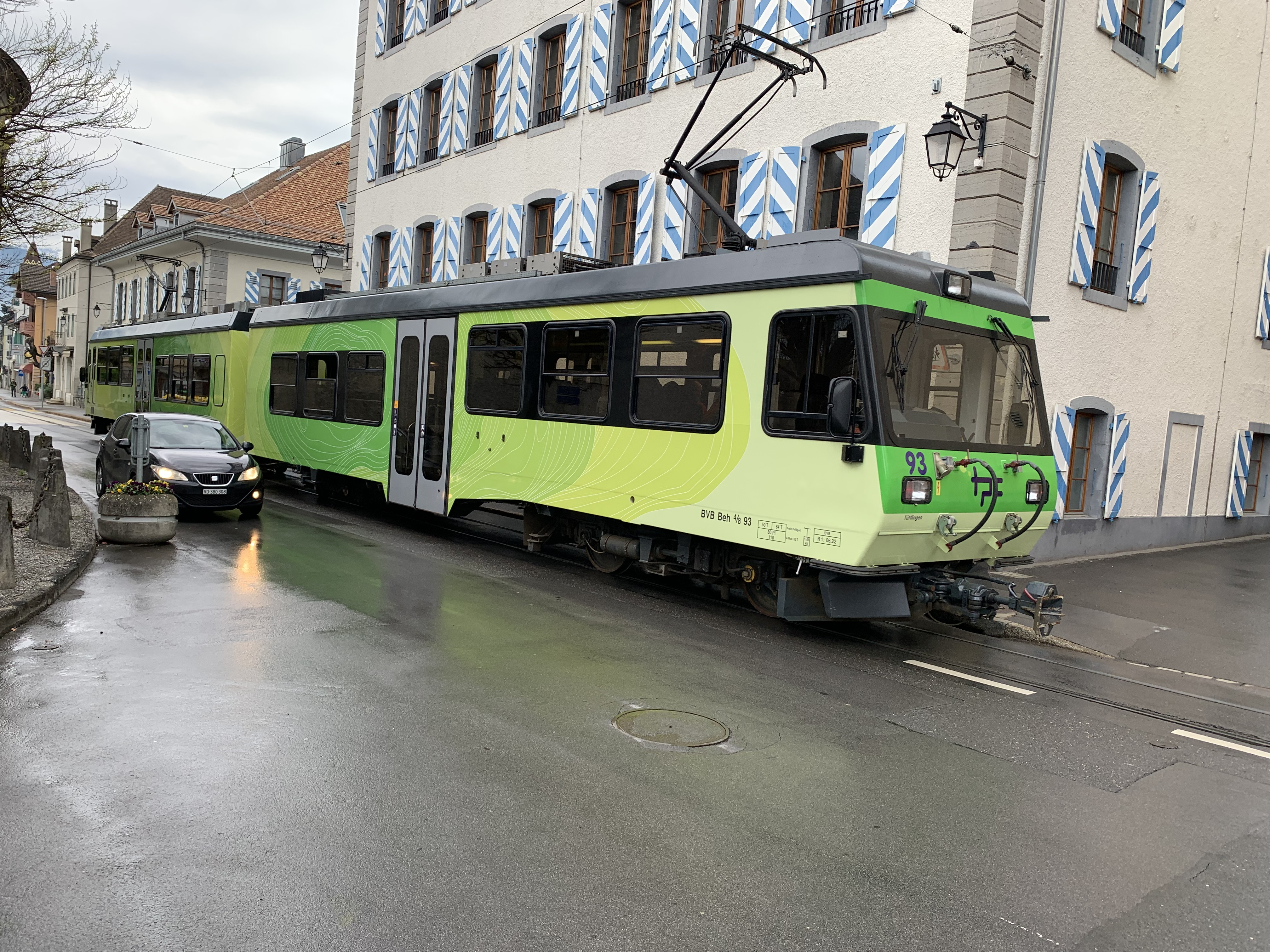
En ville de Bex. 2023

## Sources
Fonds : Compagnie de chemin de fer Bex-Villars-Bretaye (1895 - 2002) [10.00 mètres linéaires].  Cote : CH-000053-1 PP 1096. Archives cantonales vaudoises (présentation en ligne).